# Großes Bett von Ware

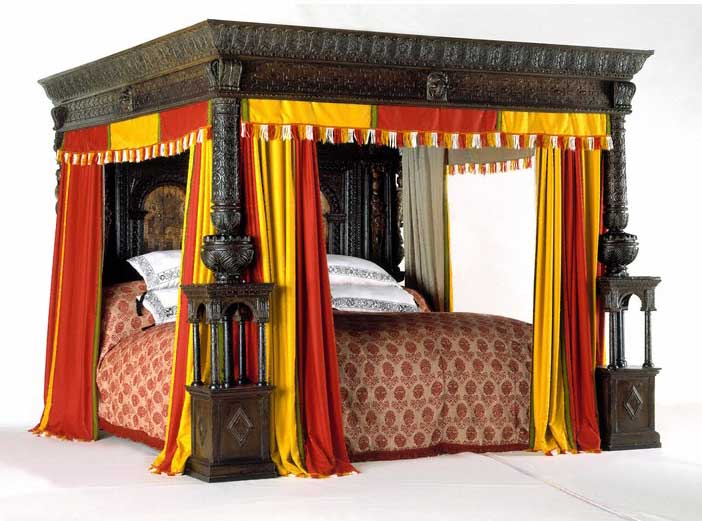
Großes Bett von Ware

Das Große Bett von Ware (englisch Great Bed of Ware) ist ein über drei Meter breites Bett mit Eichenholz-Pfosten, verziert mit Einlegearbeiten, das sich ursprünglich in einer Herberge in Ware, England, befand. Es ist bemerkenswert, weil angeblich mindestens vier Paare darauf übernachten können. Es wurde unter anderem von William Shakespeare in Was ihr wollt erwähnt:

„Go, write it in a martial hand; be curst and brief; it is no matter how witty, so it be eloquent and full of invention; taunt him with the licence of ink; if thou ‚thou’st‘ him some thrice, it shall not be amiss; and as many lies as will lie in thy sheet of paper, although the sheet were big enough for the bed of Ware in England, set ’em down; go about it. Let there be gall enough in thy ink; though thou write with a goose-pen, no matter. About it.“

Weil das Bett nach dem Erscheinen dieses Werks Berühmtheit erlangte, schnitzten viele Benutzer des Bettes ihre Namen in die Pfosten. Zurzeit befindet sich das Bett, das vermutlich um 1590 erbaut wurde, im Victoria and Albert Museum in London.